# 熊いじめ

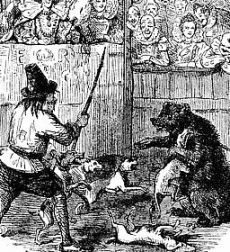
17世紀の熊いじめ

熊いじめ（くまいじめ、英: Bear-baiting）は、クマを痛めつける、あるいは苦しめることを目的としたブラッド・スポーツ。クマを別の動物と戦わせることも含まれる。

## 歴史

### ヨーロッパ

#### イギリス
イギリスにおいては19世紀まで人気のスポーツだった。16世紀には多数のクマが熊いじめのために飼育されていた。熊いじめを催す闘技場は「ベアーガーデン」と呼ばれ、環状に立てられた高いフェンスとピット、観客用の高い椅子などで構成されていた。

### アジア

#### インド
インドでは19世紀末、ライオンとトラのどちらが「ネコ科の王」の称号に相応しいかを決める企画がヴァドーダラー藩王国君主のサヤージー・ラーオ・ガーイクワード3世によって催され、バーバリーライオンとベンガルトラが闘った。さらにサヤージー・ラーオは決闘を制したベンガルトラを「（ネコ科の王でも）ネコ目の王ではない」とし、体重1,500.0ポンド（680.4キログラム）を超えるシエラン・グリズリーベアと対決させることを計画していた。